# Liste der Fahnenträger der böhmischen Mannschaften bei Olympischen Spielen
Die Liste der Fahnenträger der böhmischen Mannschaften bei Olympischen Spielen listet chronologisch alle Fahnenträger böhmischer Mannschaften bei den Eröffnungsfeiern Olympischer Spiele auf.

## Liste der Fahnenträger
| Mannschaft        | Veranstaltung  | Fahnenträger (EF)     | Fahnenträger (AF)    |
| ----------------- | -------------- | --------------------- | -------------------- |
| 1900 in Paris     | Sommerspiele   | keine Eröffnungsfeier | keine Abschlussfeier |
| 1906 in Athen     | Zwischenspiele |                       |                      |
| 1908 in London    | Sommerspiele   | Miroslav Šustera      | keine Abschlussfeier |
| 1912 in Stockholm | Sommerspiele   | Jiří Kodl             |                      |

Anmerkung: (EF) = Eröffnungsfeier, (AF) = Abschlussfeier

## Statistik
| Rang    | Sportart       | EF | AF | ∑ |
| ------- | -------------- | -- | -- | - |
| 1       | Leichtathletik | 1  | 0  | 1 |
| 2       | Tennis         | 1  | 0  | 1 |
| 3       | Ringen         | 1  | 0  | 1 |
| Gesamt: | Gesamt:        | 3  | 0  | 3 |

| Rang    | Sportart       | EF | AF | ∑ |
| ------- | -------------- | -- | -- | - |
| 1       | Leichtathletik | 1  | 0  | 1 |
| 2       | Tennis         | 1  | 0  | 1 |
| 3       | Ringen         | 1  | 0  | 1 |
| Gesamt: | Gesamt:        | 3  | 0  | 3 |